# Zaros
Zaros (gr. Ζαρός) – miejscowość w Grecji, na Krecie, w administracji zdecentralizowanej Kreta, w regionie Kreta, w jednostce regionalnej Heraklion, w gminie Festos. W 2011 roku liczyła 2106 mieszkańców. Miejscowość leży około 44 km od Heraklionu. Zaros jest ulokowane u podnóża góry Psiloritis (dawniej Ida).
Mieszkańcy utrzymują się głównie z uprawy gajów oliwnych oraz warzyw, produkcji rodzynek sułtańskich i wody źródlanej. W okolicy znajduje się kilka osad rybackich, zajmujących się głównie połowem łososi. Miejscowość leży w pobliżu jeziora Votomos, ważnego ośrodka turystycznego, wokół którego zostały zbudowane liczne tawerny oraz kawiarnie. W okolicach góry Psiloritis znajduje się szlak turystyczny, chętnie używany przez turystów, zarejestrowany w Europejskim Katalogu Szlaków Turystycznych, oznaczony kodem E4.
Na przedmieściach Zaros znajdują się tradycyjne farmy oraz młyny wodne. W pobliskich miejscowościach trwają prace archeologiczne oraz naukowe, poświęcone lokalnej historii.
W Zaros produkowana jest woda źródlana, wytwarzana oraz butelkowana przez rodzinną firmę Votomos SA.